# Юрій Михайлович Заславський
Юрій Заславській (*д/н —бл. 1450) — політичний та військовий діяч Великого князівства Литовського.

## Життєпис
Походив з литовського князівського роду Заславських, однієї з гілок Гедиміновичів. Син князя Михайла Євнутовича. Ще доволі молодим 1399 року брав участь у ибтві на Ворсклі, де армія великого князі Литовського Вітовта зазнала поразки від Золотої Орди, а Михайло євнутович загинув. Натомість Юрій Заславський зумів врятуватися. після цього розділив Заславське князівство зі братом Андрієм.
У 1409—1411 роках брав участь у Великій війні проти Тевтонського ордену, звитяжив в Грюнвальдській битві 1410 року. Десь наприкінці 1410 або напочатку 1420-х років після смерті братів об'єднав батьківські володіння.
У 1432 році не брав участь у змові та повстанні проти великого князя Свидригайла, проте підтримав обрання новим володарем Сигізмунда Кейстутовича. Брав участь на боці останнього у громадській війні, що тривала до 1438 року.
У 1440 році після вбивства великого князя Сигізмунда спочатку не підтримав обрання новим правителем Литви Казимира Ягеллончика, проте у 1441 році перейшов на його бік. Помер близько 1450 року.

## Родина
- Іван (д/н—1499), намісник вітебський і мінський